# Алтајска митрополија
Алтајска митрополија (рус. Алтайская митрополия) митрополија је Руске православне цркве.
Образована је одлуком Светог синода од 5. маја 2015, а налази се у оквиру граница Алтајске Покрајине. У њеном саставу се налазе четири епархије: Барнауљска, Бијска, Рубцовска и Славгородска.